# Jonas Winterberg-Poulsen
Jonas Winterberg-Poulsen (15 de mayo de 2001) es un deportista danés que compite en esgrima, especialista en la modalidad de florete. En los Juegos Europeos de Cracovia 2023 consiguió una medalla de plata en la prueba individual.

## Palmarés internacional
| Juegos Europeos | Juegos Europeos    | Juegos Europeos  | Juegos Europeos    |
| Año             | Lugar              | Medalla          | Prueba             |
| --------------- | ------------------ | ---------------- | ------------------ |
| 2023            | Cracovia (Polonia) | Medalla de plata | Florete individual |